# Hassendorf
Hassendorf er en kommune i Samtgemeinde Sottrum med godt 1100 indbyggere (2013). Den ligger i den sydvestlige del af Landkreis Rotenburg (Wümme), i den nordlige del af den tyske delstat Niedersachsen. Samtgemeindens administration ligger i byen Sottrum.

## Geografi
Kommunen ligger mellem Sottrum og Rotenburg (Wümme), og mod syd løber floden Wümme.